# Basanita
La basanita es una roca ígnea volcánica compuesta de olivino, titanoaugita (variedad de clinopiroxeno), feldespatoides y plagioclasa rica en calcio, generalmente labradorita o bitownita. Comúnmente los feldespatoides presentes en la basanita son la nefelina y la leucita. Una roca similar pero sin olivino se llama tefrita y existen rocas intermedias entre esta y la basanita. Las basanitas son de color negro a gris.